# Hangö kustbatteri
Hangö kustbatteri (HanRPsto) (finska: Hangon rannikkopatteristo) var ett finländskt truppförband inom Finlands kustartilleri som verkade mellan 1 augusti 1921 och 31 december 2002. Hangö kustbatteri var från och med 1926 förlagd i Hangö i regionen Västnyland i Finland.

## Historik
Hangö kustbatteri hade sitt ursprung i Åbo Avdelta Kustbatteri (finska: Turun Erillinen Rannikkopatteristo) som grundades den 1 augusti 1921. Redan den 25 oktober 1921 ändrades truppförbandets namn till Avdelta Kustartilleribatteriet (finska: Erillinen Rannikkotykistöpatteristo. Fram till den 1 januari 1957 ändrades förbandets namn allt som allt elva gånger, då den fick sitt sista namn, Hangö kustbatteri (finska: Hangon rannikkopatteristo). Staben verkade på Sveaborg mellan 1 augusti 1921 och 8 oktober 1921 och sedan vid Örö fort mellan 8 oktober 1921 och sommaren 1926, då den flyttade till Hangö.
Under de två första årtiondena var truppförbandet helt svenskspråkigt, och blev strax efter fortsättningskrigets slut finskspråkigt. Efter krigsslutet drogs alla finlandssvenska värnpliktiga samman i Nylands Brigad i Dragsvik.

## Utbildnings- och bevakningsfort
Vid avvecklingen bestod Hangö kustbatteri av två kustfort.
- Russarö (1922–2002), utbildningsfort. (Var mellan 23.03.1940 och 02.12.1941 utarrenderad till Sovjetunionen).
- Hästö-Busö (1939–1940), utbildningsfort, Var mellan 23.03.1940 och 02.12.1941 utarrenderad till Sovjetunionen. Verkade därefter mellan 1942 och 2002 som ett utbildnings- och bevakningsfort.

Av övriga fort som tidigare också har tillhört truppförbandet märks Jussarö, som verkade mellan 1939 och 1987 som ett utbildnings- och bevakningsfort. Vidare fanns mellan 1940 och 1968 en viss form av verksamhet på öarna Bolax och Stora Krokö.

## Fana
Hangö kustbatteri mottog sin fana den 4 juni 1958 i Helsingfors. Fanan överlämnades av republikens president Urho Kekkonen i samband med försvarsmaktens 40-årsjubileumsparad. Flaggan förnyades första gången på 1970-talet och andra gången den 13 oktober 1994. Då truppförbandet avvecklades överlämnades fanan till Hangö kustbatteris traditionsförening (finska: Hangon Rannikkopatteriston Perinneyhdistys).

## Förbandschefer
Sammanlagt var 27 stycken förbandschefer verksamma vid truppförbandet. Kapten Otto Nylund (01.08.1921–17.11.1923) var den förste förbandschefen, och den andre var överste Jarl Christian Olin (17.11.1923–13.03.1940). Den siste verksamma förbandschefen var kommodor Esko Kaunisto (02.08.2001–31.12.2002). 